# Heorhij Pohosov
Heorhij Vadymovyč Pohosov (in ucraino Георгій Вадимович Погосов?, in russo Георгий Вадимович Погосов?, Georgij Vadimovič Pogosov; Kiev, 14 luglio 1960) è un ex schermidore sovietico, vincitore di una medaglia d'oro ed una d'argento nella scherma ai giochi olimpici.